# Mittersheim
Mittersheim [mitəʁsaim] est une commune française située dans le département de la Moselle, en région Grand Est.
Cette commune se trouve dans la région historique de Lorraine et fait partie du pays de Sarrebourg.

## Géographie
Au cœur du parc naturel régional de Lorraine et de la ZNIEFF du pays des étangs, Mittersheim est entouré de forêts de feuillus où la nature a gardé tous ses droits.
Le village d'une population d’environ 600 habitants présente à la fois un aspect traditionnel de village lorrain et un aspect touristique grâce au canal de la Sarre qui le traverse, et à son étang (le lac Vert) d'une superficie de 255 ha. Ce dernier, bien que servant principalement de réservoir d'alimentation au canal de la Sarre, est devenu la destination de nombreux vacanciers, notamment de la ville Sarrebruck et autres du Saarland proche. Le Yacht-Club de Sarrebruck tient sa base de voile au Grand Étang de Mittersheim.
L'aspect ancien et traditionnel du village se retrouve dans de nombreux détails de l'architecture des maisons qui le composent :
- beaucoup de maisons sont encore accolées les unes aux autres et présentent une structure en colombage ;
- une grange et une étable font partie intégrante des maisons les plus anciennes ;
- un long couloir traverse les maisons d'un bout à l'autre ;

### Communes limitrophes
| Loudrefing    | Vibersviller                      | Niederstinzel        |
| Loudrefing    | Mittersheim                       | Fénétrange Romelfing |
| Belles-Forêts | Saint-Jean-de-Bassel, Berthelming |                      |

### Hydrographie
La commune est située dans le bassin versant du Rhin au sein du bassin Rhin-Meuse. Elle est drainée par le canal des houillères de la Sarre, le ruisseau le Naubach, le ruisseau de la Fohlach, le ruisseau du Graffenweiher, le ruisseau du Schirweiher, le ruisseau le Mertzlach et le ruisseau l'Hilberslach.
Le Canal des houillères de la Sarre, d'une longueur totale de 65,1 km, prend sa source dans la commune de Grosbliederstroff et se jette  dans la Sarre à Sarreguemines, après avoir traversé 24 communes.
Le Naubach, d'une longueur totale de 23 km, prend sa source dans la commune de Belles-Forêts et se jette  dans la Sarre à Harskirchen, après avoir traversé huit communes.

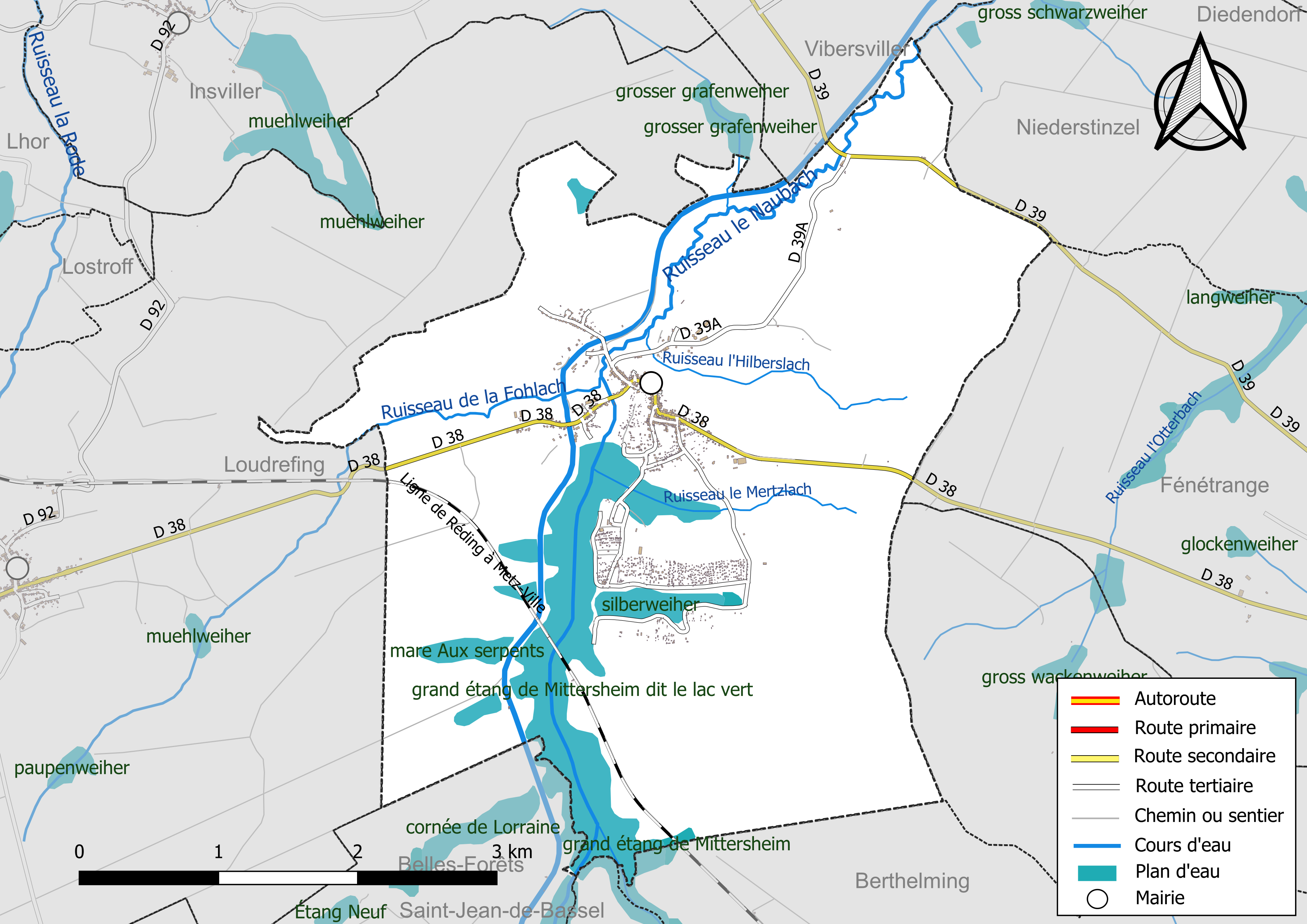
Réseaux hydrographique et routier de Mittersheim.

La qualité des eaux des principaux cours d’eau de la commune, notamment du canal des Houilleres de la Sarre et du ruisseau le Naubach, peut être consultée sur un site spécial géré par les agences de l'eau et l'Agence française pour la biodiversité.

### Climat
Pour des articles plus généraux, voir Climat du Grand Est et Climat de la Moselle.
En 2010, le climat de la commune est de type climat des marges montargnardes, selon une étude du Centre national de la recherche scientifique s'appuyant sur une série de données couvrant la période 1971-2000. En 2020, Météo-France publie une typologie des climats de la France métropolitaine dans laquelle la commune est exposée à un climat semi-continental et est dans la région climatique  Vosges, caractérisée par une pluviométrie très élevée (1 500 à 2 000 mm/an) en toutes saisons et un hiver rude (moins de 1 °C). 
Pour la période 1971-2000, la température annuelle moyenne est de 9,9 °C, avec une amplitude thermique annuelle de 17 °C. Le cumul annuel moyen de précipitations est de 836 mm, avec 11,9 jours de précipitations en janvier et 9,3 jours en juillet. Pour la période 1991-2020, la température moyenne annuelle observée sur la station météorologique de Météo-France la plus proche, « Kappelkinger_sapc », sur la commune de Kappelkinger à 12 km à vol d'oiseau, est de 10,6 °C et le cumul annuel moyen de précipitations est de 772,6 mm. 
La température maximale relevée sur cette station est de 38,8 °C, atteinte le 25 juillet 2019 ; la température minimale est de −19,6 °C, atteinte le 26 décembre 2010,,. 
Les paramètres climatiques de la commune ont été estimés pour le milieu du siècle (2041-2070) selon différents scénarios d'émission de gaz à effet de serre à partir des nouvelles projections climatiques de référence DRIAS-2020. Ils sont consultables sur un site spécial publié par Météo-France en novembre 2022.

## Urbanisme

### Typologie
Au 1er janvier 2024, Mittersheim est catégorisée commune rurale à habitat dispersé, selon la nouvelle grille communale de densité à sept niveaux définie par l'Insee en 2022.
Elle est située hors unité urbaine. Par ailleurs la commune fait partie de l'aire d'attraction de Sarrebourg, dont elle est une commune de la couronne,. Cette aire, qui regroupe 87 communes, est catégorisée dans les aires de 50 000 à moins de 200 000 habitants,.

### Occupation des sols
L'occupation des sols de la commune, telle qu'elle ressort de la base de données européenne d’occupation biophysique des sols Corine Land Cover (CLC), est marquée par l'importance des forêts et milieux semi-naturels (46,9 % en 2018), une proportion sensiblement équivalente à celle de 1990 (47,5 %). La répartition détaillée en 2018 est la suivante : forêts (39,6 %), prairies (30,9 %), eaux continentales (10,2 %), milieux à végétation arbustive et/ou herbacée (7,3 %), zones urbanisées (4,7 %), zones agricoles hétérogènes (4,1 %), espaces verts artificialisés, non agricoles (3,2 %). L'évolution de l’occupation des sols de la commune et de ses infrastructures peut être observée sur les différentes représentations cartographiques du territoire : la carte de Cassini (XVIIIe siècle), la carte d'état-major (1820-1866) et les cartes ou photos aériennes de l'IGN pour la période actuelle (1950 à aujourd'hui).

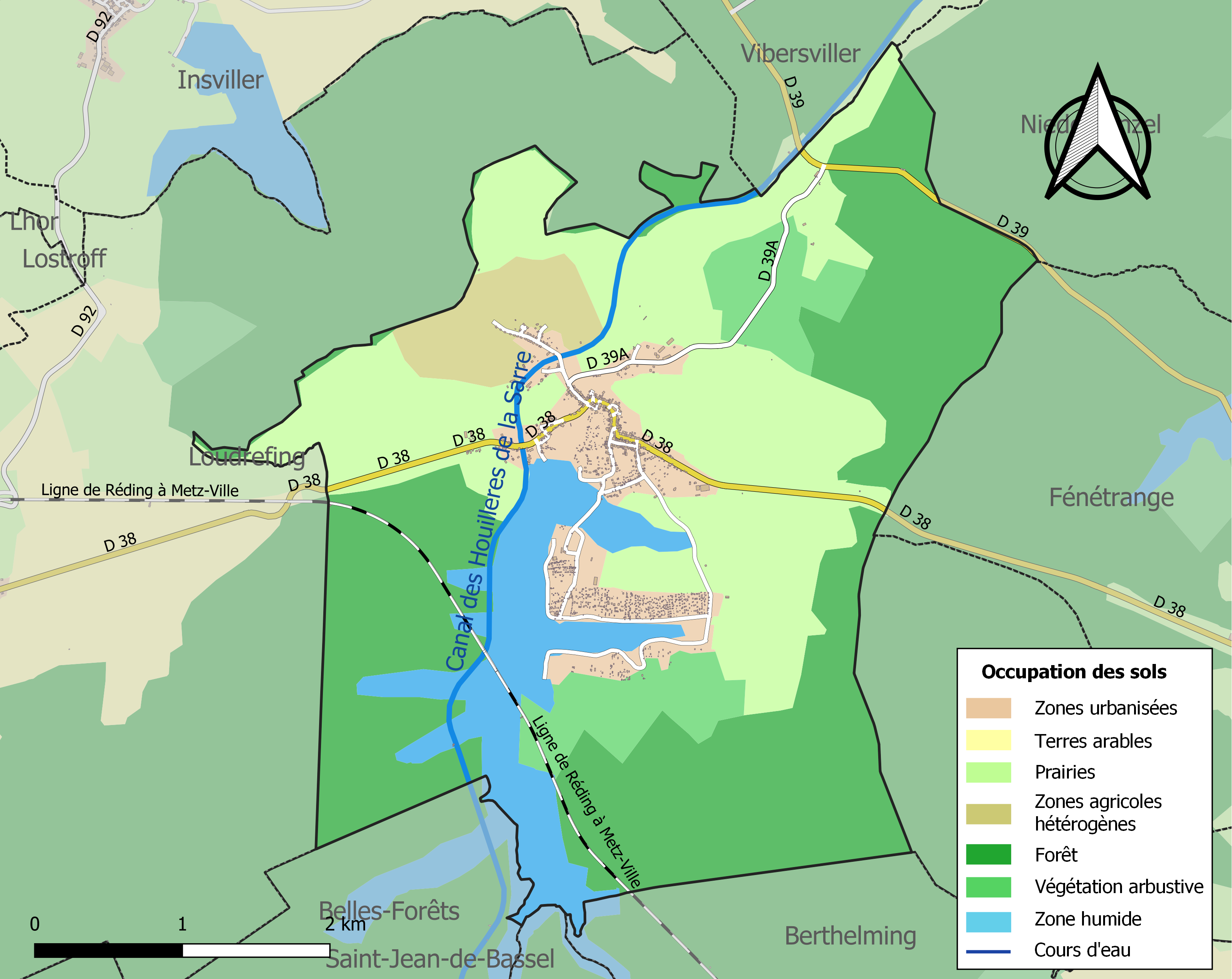
Carte des infrastructures et de l'occupation des sols de la commune en 2018 (CLC).

## Toponymie
- D'un nom de personne germanique Muterich ou Moderic suivi du suffixe -ingen, remplacé plus tard par heim (« maison/foyer »)[17].
- Muterchingen (1328)[17], Myttersheim (1524)[17], Mieters (1664), Mittersheim (1779), Miderch (1790), Miderche ou Miterscheim (Cassini), Mittersheim (1870-1918)
- Mideurche[18] et Mittesch en francique lorrain.

### Sobriquet
Surnom sur les habitants : Die Stangenrutscher (ceux qui manient une perche ou une gaffe), car à proximité du village s’étend l’étang de Mittersheim, jadis les bateaux y étaient uniquement poussés avec des perches ou des gaffes pour avancer.

## Histoire
La région de Mittersheim fut peuplée dès la Préhistoire, en effet, deux haches de pierre datant de l'époque néolithique ainsi que quelques objets en bronze furent découverts aux alentours de la commune. Certains noms de lieux-dits ont encore gardé des noms à consonance celtique.
L'époque romaine a laissé de nombreuses traces. Au cours de travaux à la fin du XIXe siècle, une statuette du dieu Mercure en bronze, ainsi qu’une sépulture à incinération contenant une urne  furent découvertes sur le ban de la commune. De nombreuses  traces de tuiles ont permis de localiser l’emplacement de plusieurs villas gallo-romaines près du village.
En raison de la réforme introduite en 1565, la commune devint une paroisse luthérienne.
Lors de la guerre de Trente Ans, au XVIIe siècle, le village fut presque entièrement détruit, une seule maison restait habitable.
Du XVIe au XVIIe siècle, le village faisait partie de l'une des seigneuries de la baronnie de Fénétrange, la seigneurie du « Col de cygne » qui se composait des villages de Langatte, Berthelming, Bettborn, Mittersheim, Vibersviller et Wolfskirchen.
De 1860 à 1866, on assiste à la construction du canal des Houillères de la Sarre et à l'agrandissement de l’étang grâce à la construction d'une nouvelle digue qui amena la destruction du moulin situé sur l’étang.

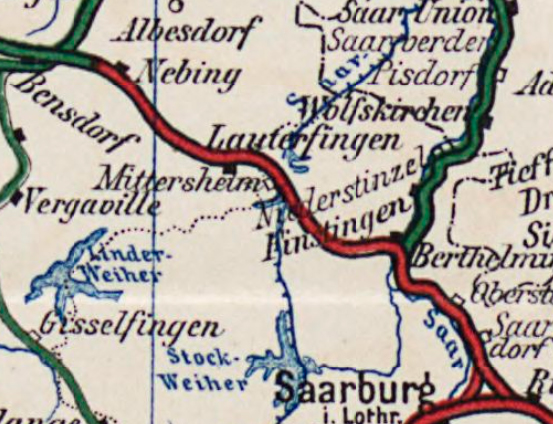
La halte sur une carte allemande de 1906.

De 1870 à 1918, le village fut annexé par l’Allemagne, et vit le passage de la ligne de chemins de fer Metz – Strasbourg en 1877 et la création de la halte de Mittersheim vers 1906 (elle a été fermée vers 1973).
Le 18 août 1914, lors de la Première Guerre mondiale, d'importants combats eurent lieu aux abords du village. Le village fut à nouveau rattaché à la France en 1918.
Lors de la Seconde Guerre mondiale, le village fut à nouveau le lieu de passage et de halte de nombreuses troupes d’abord françaises, puis allemandes. La période de l’annexion reste encore profondément gravée dans les mémoires de bon nombre d’habitants.

## Politique et administration
| Période                                  | Période      | Identité         | Étiquette | Qualité |
| ---------------------------------------- | ------------ | ---------------- | --------- | ------- |
| Les données manquantes sont à compléter. |              |                  |           |         |
| mars 1953                                | février 1983 | Georges Durmeyer |           |         |
| mars 1983                                | février 1989 | Fernand Zimmer   |           |         |
| mars 1989                                | février 2001 | Joseph Jung      |           |         |
| mars 2001                                | mars 2014    | Daniel Grosse    |           |         |
| avril 2014                               | En cours     | Jean-Luc Huber   |           |         |

## Démographie
L'évolution du nombre d'habitants est connue à travers les recensements de la population effectués dans la commune depuis 1793. Pour les communes de moins de 10 000 habitants, une enquête de recensement portant sur toute la population est réalisée tous les cinq ans, les populations de référence des années intermédiaires étant quant à elles estimées par interpolation ou extrapolation. Pour la commune, le premier recensement exhaustif entrant dans le cadre du nouveau dispositif a été réalisé en 2004.

En 2022, la commune comptait 579 habitants, en évolution de −2,36 % par rapport à 2016 (Moselle : +0,52 %, France hors Mayotte : +2,11 %).
| 1793 | 1800 | 1806 | 1821 | 1831  | 1836  | 1841  | 1846  | 1851  |
| ---- | ---- | ---- | ---- | ----- | ----- | ----- | ----- | ----- |
| 710  | 754  | 900  | 972  | 1 052 | 1 118 | 1 090 | 1 074 | 1 032 |

| 1856 | 1861 | 1871  | 1875  | 1880 | 1885 | 1890 | 1895 | 1900 |
| ---- | ---- | ----- | ----- | ---- | ---- | ---- | ---- | ---- |
| 910  | 964  | 1 026 | 1 018 | 923  | 785  | 790  | 771  | 751  |

| 1905 | 1910 | 1921 | 1926 | 1931 | 1936 | 1946 | 1954 | 1962 |
| ---- | ---- | ---- | ---- | ---- | ---- | ---- | ---- | ---- |
| 764  | 721  | 624  | 589  | 616  | 641  | 669  | 622  | 606  |

| 1968 | 1975 | 1982 | 1990 | 1999 | 2004 | 2006 | 2009 | 2014 |
| ---- | ---- | ---- | ---- | ---- | ---- | ---- | ---- | ---- |
| 641  | 639  | 632  | 627  | 571  | 556  | 543  | 603  | 594  |

| 2019 | 2022 | - | - | - | - | - | - | - |
| ---- | ---- | - | - | - | - | - | - | - |
| 603  | 579  | - | - | - | - | - | - | - |

## Culture locale et patrimoine

### Lieux et monuments

#### Édifices civils
- Vestiges gallo-romains : sépultures, stèle en grès, fragments de tuile.
- Site touristique, base de loisirs, camping, pêche, voile, canoë, kayak.
- Port de plaisance sur le canal des houillères de la Sarre.

#### Édifices religieux

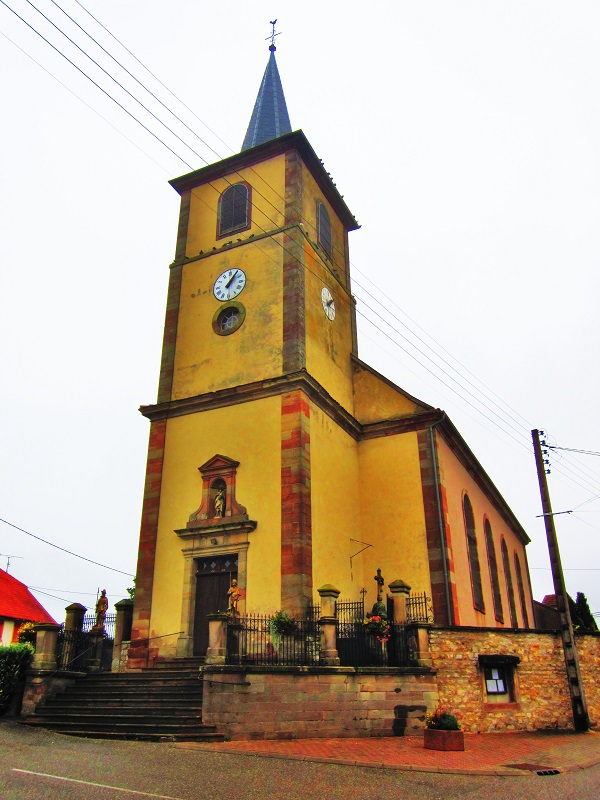
Église Saint-Hubert.

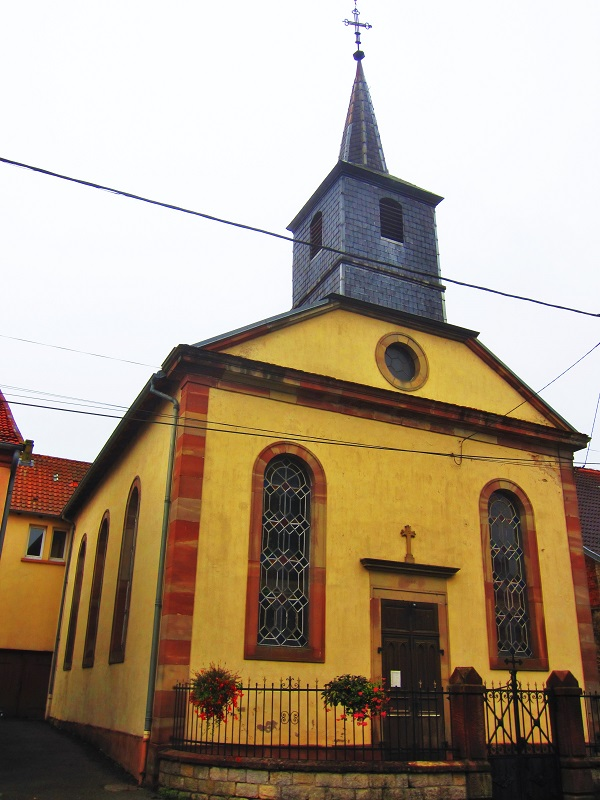
Église luthérienne.

- Église Saint-Hubert 1785 : chaire XVIIIe siècle, pietà XVIe siècle, orgue XVIIIe siècle, peinture 1695.
- Église Luthérienne, rue d'Insviller

### Personnalités liées à la commune
- Charles Lieby (1908-1943), résistant et batelier du Rhin.

### Héraldique
| Blason de Mittersheim | Blason  | D'azur à la fasce ondée d'argent, au massacre crucifère d'or brochant sur le tout. |
| Blason de Mittersheim | Détails | Le statut officiel du blason reste à déterminer.                                   |